# Phaonia aurea
Phaonia aurea este o specie de muște din genul Phaonia, familia Muscidae, descrisă de Malloch în anul 1923.
Este endemică în Washington. Conform Catalogue of Life specia Phaonia aurea nu are subspecii cunoscute.